# Wolfblood : Le Secret des loups
 (avril 2020).
Si vous disposez d'ouvrages ou d'articles de référence ou si vous connaissez des sites web de qualité traitant du thème abordé ici, merci de compléter l'article en donnant les références utiles à sa vérifiabilité et en les liant à la section « Notes et références ».
Wolfblood : Le Secret des loups (Wolfblood) est une série télévisée britannique en 62 épisodes de 25 minutes créée par Debbie Moon et diffusée entre le 10 septembre 2012 et le 1er mai 2017 sur CBBC.

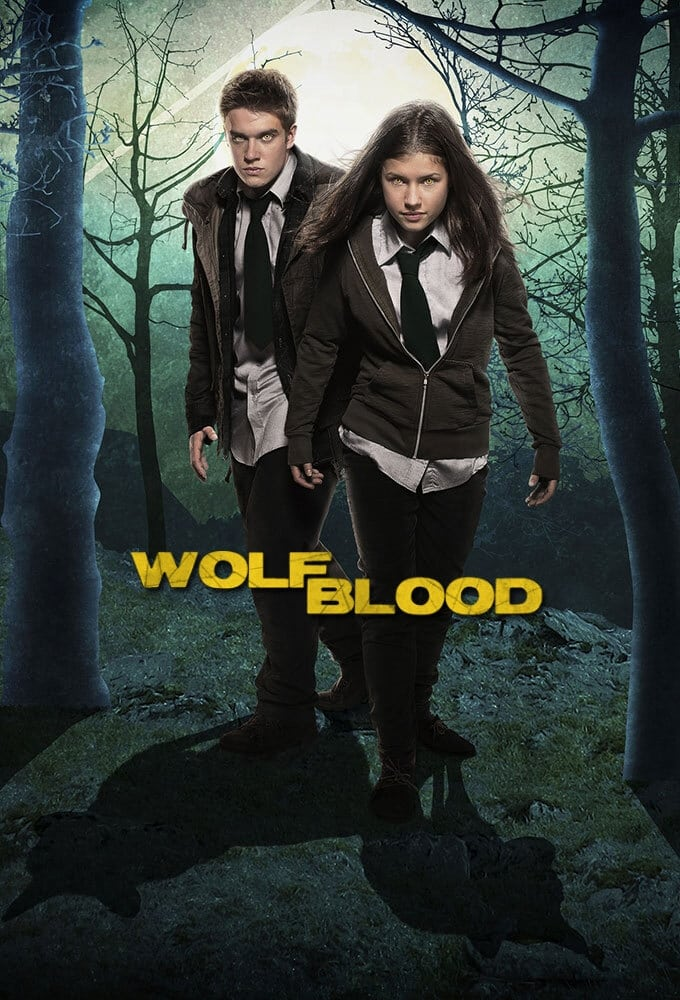
Affiche WolfBlood saison 1

En France, en Suisse et en Belgique, la série est diffusée depuis le 8 octobre 2013 sur Disney Channel.

## Synopsis
C'est l'histoire de Madeline « Maddy » Smith et Rhydian Morris, deux étudiants au lycée de Stoneybridge ayant dans leurs veines du sang de loup, les métamorphosant en Wolfblood (loup) les nuits de pleine lune, lorsqu'ils sont en colère, ou terrorisés. Lorsque Rhydian arrive au lycée de Stoneybridge, les deux adolescents se rendent vite compte qu'ils sont pareils. Tous deux vivront alors des aventures plus dangereuses les unes que les autres pour leur secret, dont même leurs amis, Tom et Shannon, ne connaissent pas l'existence…

## Distribution

### Récapitulatif des personnages principaux
| Personnages | Saison     | Saison     | Saison     | Saison     | Saison     |
| Personnages | 1          | 2          | 3          | 4          | 5          |
| ----------- | ---------- | ---------- | ---------- | ---------- | ---------- |
| Maddy       | Principale | Principale |            |            |            |
| Rhydian     | Principal  | Principal  | Principal  |            |            |
| Shannon     | Principale | Principale | Principale |            |            |
| Tom         | Principal  | Principal  | Principal  |            |            |
| Jana        |            | Récurrente | Principale | Principale | Principale |
| Katrina     | Récurrente | Récurrente | Récurrente | Principale | Principale |
| TJ          |            |            |            | Principal  | Principal  |
| Matei       |            |            |            | Principal  | Principal  |
| Emilia      |            |            |            | Principale | Principale |
| Selina      |            |            |            | Principale | Principale |

### Acteurs principaux
- Leona Vaughan (en) : Jana Vilkas (depuis la saison 3 - secondaire saison 2)
- Gabrielle Green : Katrina McKenzie (depuis la saison 4 - secondaire saisons 1 à 3)
- Louis Payne : Terrence Cipriani « TJ » (depuis la saison 4)
- Jack Brett Anderson : Matei Covaci(depuis la saison 4)
- Sydney Wade : Emilia Covaci (depuis la saison 4)
- Michelle Gayle (en) : Imara Cipriani (depuis la saison 4)
- Rukku Nahar (en) : Selina Khan (depuis la saison 4)

Anciens acteurs principaux
- Aimee Kelly (VF : Claire Tefnin) : Maddy Smith (saison 1 et 2)
- Bobby Lockwood (VF : Antonio Lo Presti) : Rhydian Morris (saison 1 à 3)
- Louisa Connolly-Burnham (VF : Cathy Boquet) : Shannon Kelly (saison 1 à 3)
- Kedar Williams-Stirling (VF : Grégory Praet) : Thomas « Tom » Okanawe (saison 1 à 3)

### Acteurs récurrents
- Shorelle Hepkin : Kay Lawrence
- Rachel Teate (VF : Sophie Frison) : Kara Waterman
- Jonathan Raggett : Jimi Chen
- Siwan Morris (VF : Maïa Baran) : Ceri Morris
- Nathan Williams : Bryn Morris
- Ruby Barker : Marguerite
- Mark Fleischmann (en) : Tim Jeffries
- Effie Woods (saison 2) / Letty Butler (saison 3) : Dr Rebecca Whitewood
- Dean Bone : Harry Averwood
- Ursula Holden-Gill (en) : Miss Fitzgerald
- Angela Lonsdale (en) : Emma Smith
- Marcus Garvey : Daniel Smith
- Niek Versteeg : Liam Hunter
- Nahom Kassa : Sam
- Bill Fellows : Bernie
- Cerith Flinn : Aran
- Lisa Marged : Meinir
- Alun Raglan : Alric

## Épisodes
| Saison | Saison | Nombre d'épisodes | Diffusion originale | Diffusion originale | Diffusion française         | Diffusion française         |
| Saison | Saison | Nombre d'épisodes | Début               | Fin                 | Début                       | Fin                         |
| ------ | ------ | ----------------- | ------------------- | ------------------- | --------------------------- | --------------------------- |
|        | 1      | 13                | 10 septembre 2012   | 12 octobre 2012     | 8 octobre 2013              | 19 novembre 2013            |
|        | 2      | 13                | 9 septembre 2013    | 21 octobre 2013     | 25 février 2014             | 8 avril 2014                |
|        | 3      | 14                | 15 septembre 2014   | 28 octobre 2014     | 7 février 2015              | 2 mai 2015                  |
|        | 4      | 12                | 8 mars 2016         | 13 avril 2016       | 24 février 2018 sur YouTube | 24 février 2018 sur YouTube |
|        | 5      | 10                | 27 février 2017     | 1er mai 2017        | 18 janvier 2021 sur YouTube | 31 janvier 2021 sur YouTube |

### Saison 1 (2012)
| №  | #  | Titre français               | Titre original          | Diffusion française | Diffusion originale | Code prod. |
| -- | -- | ---------------------------- | ----------------------- | ------------------- | ------------------- | ---------- |
| 1  | 1  | Un loup solitaire            | Lone Wolf               | 8 octobre 2013      | 10 septembre 2012   | 101        |
| 2  | 2  | Quand on parle du loup...    | Mysterious Developments | 8 octobre 2013      | 11 septembre 2012   | 102        |
| 3  | 3  | Les liens qui nous unissent  | Family Ties             | 15 octobre 2013     | 17 septembre 2012   | 103        |
| 4  | 4  | Première métamorphose        | Cry Wolf                | 15 octobre 2013     | 18 septembre 2012   | 104        |
| 5  | 5  | L'explication la plus simple | Occam's Razor           | 22 octobre 2013     | 24 septembre 2012   | 105        |
| 6  | 6  | Le loup sort ses griffes     | Maddy Cool!             | 22 octobre 2013     | 25 septembre 2012   | 106        |
| 7  | 7  | Nuit sans lune               | Dark Moon               | 29 octobre 2013     | 1er octobre 2012    | 107        |
| 8  | 8  | La soirée pyjama             | Wolfsbane               | 29 octobre 2013     | 2 octobre 2012      | 108        |
| 9  | 9  | Le lycanthrope               | A Quiet Night In        | 5 novembre 2013     | 8 octobre 2012      | 109        |
| 10 | 10 | L'appel de la forêt          | The Call of the Wild    | 5 novembre 2013     | 9 octobre 2012      | 110        |
| 11 | 11 | Le pouvoir d'Eolas           | Eolas                   | 12 novembre 2013    | 10 octobre 2012     | 111        |
| 12 | 12 | En cage                      | Caged                   | 12 novembre 2013    | 11 octobre 2012     | 112        |
| 13 | 13 | Le secret révélé             | Irresistible            | 19 novembre 2013    | 12 octobre 2012     | 113        |

### Saison 2 (2013)
| №  | #  | Titre français                      | Titre original            | Diffusion française | Diffusion originale | Code prod. |
| -- | -- | ----------------------------------- | ------------------------- | ------------------- | ------------------- | ---------- |
| 14 | 1  | Le Retour de Rhydian                | Leader of the Pack        | 25 février 2014     | 9 septembre 2013    | 201        |
| 15 | 2  | L'inconnue                          | The Girl from Nowhere     | 25 février 2014     | 10 septembre 2013   | 202        |
| 16 | 3  | Le Squelette                        | Grave Consequences        | 4 mars 2014         | 16 septembre 2013   | 203        |
| 17 | 4  | La Reine de la Lune                 | Total Eclipse of the Moon | 4 mars 2014         | 17 septembre 2013   | 204        |
| 18 | 5  | Anciennes Rancunes                  | Ancient Grudge            | 11 mars 2014        | 23 septembre 2013   | 205        |
| 19 | 6  | Le Chasseur de loups-garou          | The Mottled Poppy         | 11 mars 2014        | 24 septembre 2013   | 206        |
| 20 | 7  | La Campagne électorale              | Top Dog                   | 18 mars 2014        | 30 septembre 2013   | 207        |
| 21 | 8  | Aux grands maux, les grands remèdes | Desperate Measures        | 18 mars 2014        | 1er octobre 2013    | 208        |
| 22 | 9  | Pour une danse…                     | Dances with Wolfbloods    | 25 mars 2014        | 7 octobre 2013      | 209        |
| 23 | 10 | La Course d'orientation             | Fall of the Wild          | 25 mars 2014        | 8 octobre 2013      | 210        |
| 24 | 11 | Le Dilemme                          | Best of Both Worlds       | 1er avril 2014      | 14 octobre 2013     | 211        |
| 25 | 12 | Nouveau Départ                      | Going Underground         | 1er avril 2014      | 15 octobre 2013     | 212        |
| 26 | 13 | La Découverte                       | The Discovety             | 8 avril 2014        | 21 octobre 2013     | 213        |

### Saison 3 (2014)
| №  | #  | Titre français             | Titre original                    | Diffusion française | Diffusion originale | Code prod. |
| -- | -- | -------------------------- | --------------------------------- | ------------------- | ------------------- | ---------- |
| 27 | 1  | Arrière-Pensées            | Ulterior Motives                  | 7 février 2015      | 15 septembre 2014   | 301        |
| 28 | 2  | Wolfbloods vs humains      | Alpha Materials                   | 14 février 2015     | 16 septembre 2014   | 302        |
| 29 | 3  | Tensions et Mensonges      | With Friends Like These           | 21 février 2015     | 22 septembre 2014   | 303        |
| 30 | 4  | Les Liens du sang          | Wolfblood is Thicker Than Water   | 28 février 2015     | 23 septembre 2014   | 304        |
| 31 | 5  | Les Siècles obscurs        | The Dark Ages                     | 7 mars 2015         | 29 septembre 2014   | 305        |
| 32 | 6  | Le Grand Méchant Loup      | Who's Afraid of the Big Bad Wolf? | 14 mars 2015        | 30 septembre 2014   | 306        |
| 33 | 7  | Les Loups parmi nous       | Wolves Amongst Us                 | 21 mars 2015        | 6 octobre 2014      | 307        |
| 34 | 8  | La Comète                  | Dark of the Rune                  | 28 mars 2015        | 7 octobre 2014      | 308        |
| 35 | 9  | Le Remède                  | The Cure                          | 4 avril 2015        | 13 octobre 2014     | 309        |
| 36 | 10 | Effets secondaires         | The Cult of Tom                   | 11 avril 2015       | 14 octobre 2014     | 310        |
| 37 | 11 | M. Jeffries mène l'enquête | The Suspicion of Mr Jeffries      | 18 avril 2015       | 20 octobre 2014     | 311        |
| 38 | 12 | Cerbère                    | Cerberus                          | 25 avril 2015       | 21 octobre 2014     | 312        |
| 39 | 13 | Dernier Lever de Lune      | Moonrise                          | 2 mai 2015          | 27 octobre 2014     | 313        |
|    |    |                            |                                   |                     |                     |            |

### Saison 4 (2016)
La saison 4 n'a pas été diffusée en France, cependant les épisodes ont été publiés sur Youtube le 24 février 2018.
| №  | #  | Titre français     | Titre original       | Diffusion française | Diffusion originale | Code prod. |
| -- | -- | ------------------ | -------------------- | ------------------- | ------------------- | ---------- |
| 40 | 1  | Captivité          | Captivity            | 24 février 2018     | 8 mars 2016         | 401        |
| 41 | 2  | Loin de chez soi   | A Long Way from Home | 24 février 2018     | 8 mars 2016         | 402        |
| 42 | 3  | L'Ultimatum        | Wolfblood Ultimatum  | 24 février 2018     | 15 mars 2016        | 403        |
| 43 | 4  | Le Morwal          | Morwal               | 24 février 2018     | 16 mars 2016        | 404        |
| 44 | 5  | Super héroïne      | The Quiet Hero       | 24 février 2018     | 22 mars 2016        | 405        |
| 45 | 6  | Louve              | She-Wolf             | 24 février 2018     | 23 mars 2016        | 406        |
| 46 | 7  | L'Imposture        | Sheeps's Clothing    | 24 février 2018     | 29 mars 2016        | 407        |
| 47 | 8  | La Traque          | Where Wolf           | 24 février 2018     | 30 mars 2016        | 408        |
| 48 | 9  | Retour aux sources | Into the Wild        | 24 février 2018     | 5 avril 2016        | 409        |
| 49 | 10 | Fidèle à sa nature | The Wild at Heart    | 24 février 2018     | 6 avril 2016        | 410        |
| 50 | 11 | Buzz sur internet  | Viral                | 24 février 2018     | 12 avril 2016       | 411        |
| 51 | 12 | Le Protocole no 5  | Protocol 5           | 24 février 2018     | 13 avril 2016       | 412        |

### Saison 5 (2017)
La saison 5 n'a pas été diffusée en France, cependant les épisodes ont été publiés sur Youtube du 18 au 31 janvier 2021.
| №  | #  | Titre français         | Titre original            | Diffusion française | Diffusion originale | Code prod. |
| -- | -- | ---------------------- | ------------------------- | ------------------- | ------------------- | ---------- |
| 52 | 1  | Nouveau monde          | Brave New World           | 18 janvier 2021     | 27 février 2017     | 501        |
| 53 | 2  | Le futur Alpha         | The Once and Future Alpha | 18 janvier 2021     | 6 mars 2017         | 502        |
| 54 | 3  | Maladie Mystérieuse    | The Dawnus Torc           | 18 janvier 2021     | 13 mars 2017        | 503        |
| 55 | 4  | L'ombre de la Lumière  | The Shadow in the Light   | 18 janvier 2021     | 20 mars 2017        | 504        |
| 56 | 5  | Les Humains            | Humans                    | 23 janvier 2021     | 27 mars 2017        | 505        |
| 57 | 6  | Lune Noire             | The Last Dark Moon        | 30 janvier 2021     | 3 avril 2017        | 506        |
| 58 | 7  | Prudence               | Torn                      | 30 janvier 2021     | 10 avril 2017       | 507        |
| 59 | 8  | Le Premier qui le voit | The One Who Sees          | 31 janvier 2021     | 17 avril 2017       | 508        |
| 60 | 9  | La guerre des humains  | The War with the Humans   | 31 janvier 2021     | 24 avril 2017       | 509        |
| 61 | 10 | Unis nous resterons    | United We Stand           | 31 janvier 2021     | 1er mai 2017        | 510        |